# Élections législatives de 2012 dans l'Oise
Les élections législatives françaises de 2012 se déroulent les 10 et 17 juin 2012. Dans le département de l'Oise, non concerné par le redécoupage électoral, sept députés sont à élire dans le cadre de sept circonscriptions.

## Élus
|   | Circonscription | Député sortant         |  | Parti | Député élu ou réélu  |  | Parti |
| - | --------------- | ---------------------- |  | ----- | -------------------- |  | ----- |
| = | 1re             | Olivier Dassault       |  | UMP   | Olivier Dassault     |  | UMP   |
| = | 2e              | Jean-François Mancel   |  | UMP   | Jean-François Mancel |  | UMP   |
| = | 3e              | Michel Françaix        |  | PS    | Michel Françaix      |  | PS    |
| = | 4e              | Éric Woerth            |  | UMP   | Éric Woerth          |  | UMP   |
| = | 5e              | Lucien Degauchy        |  | UMP   | Lucien Degauchy      |  | UMP   |
| = | 6e              | François-Michel Gonnot |  | UMP   | Patrice Carvalho     |  | FG    |
| = | 7e              | Dominique Le Sourd     |  | UMP   | Édouard Courtial     |  | UMP   |

## Résultats

### Résultats à l'échelle du département
| Parti          | Parti                              | Premier tour | Premier tour | Second tour | Second tour | Sièges |
| Parti          | Parti                              | Voix         | %            | Voix        | %           | Sièges |
| -------------- | ---------------------------------- | ------------ | ------------ | ----------- | ----------- | ------ |
|                | Union pour un mouvement populaire  | 111 253      | 35,35        | 148 843     | 49,54       | 5      |
|                | Divers droite dont DLR, PCD        | 2 415        | 0,77         |             |             | 0      |
|                | Alliance centriste                 | 570          | 0,18         | 0           |             |        |
|                | Parti radical                      | 504          | 0,16         | 0           |             |        |
|                | Droite parlementaire               | 114 742      | 36,46        | 148 843     | 49,54       | 5      |
|                |                                    |              |              |             |             |        |
|                | Parti socialiste                   | 63 571       | 20,20        | 78 453      | 26,11       | 1      |
|                | Europe Écologie Les Verts          | 15 030       | 4,78         | 18 636      | 6,20        | 0      |
|                | Divers gauche dont MRC             | 9 351        | 2,97         |             |             | 0      |
|                | Parti radical de gauche            | 9 299        | 2,96         | 16 269      | 5,41        | 0      |
|                | Majorité présidentielle            | 97 251       | 30,90        | 113 358     | 37,73       | 1      |
|                |                                    |              |              |             |             |        |
|                | Front national                     | 62 246       | 19,78        | 19 916      | 6,63        | 0      |
|                | Front de gauche                    | 25 739       | 8,18         | 18 332      | 6,10        | 1      |
|                | Mouvement démocrate                | 5 500        | 1,75         |             |             | 0      |
|                | Divers écologiste dont AÉI et MÉI  | 3 761        | 1,20         | 0           |             |        |
|                | Extrême gauche dont LO, NPA et POI | 2 646        | 0,84         | 0           |             |        |
|                | Extrême droite                     | 2 270        | 0,72         | 0           |             |        |
|                | Divers                             | 530          | 0,17         | 0           |             |        |
|                |                                    |              |              |             |             |        |
| Inscrits       | Inscrits                           | 549 743      | 100,00       | 549 708     | 100,00      | 7      |
| Abstentions    | Abstentions                        | 230 279      | 41,89        | 240 056     | 43,67       |        |
| Votants        | Votants                            | 319 464      | 58,11        | 309 652     | 56,33       |        |
| Blancs et nuls | Blancs et nuls                     | 4 779        | 1,5          | 9 203       | 2,97        |        |
| Exprimés       | Exprimés                           | 314 685      | 98,5         | 300 449     | 97,03       |        |

### Résultats par circonscription

#### Première circonscription (Beauvais-Nord)
| Candidat       | Candidat                       | Parti                                | Premier tour | Premier tour | Second tour | Second tour |  |
| Candidat       | Candidat                       | Parti                                | Voix         | %            | Voix        | %           |  |
| -------------- | ------------------------------ | ------------------------------------ | ------------ | ------------ | ----------- | ----------- |  |
|                | Olivier Dassault sortant réélu | UMP                                  | 21 038       | 43,83        | 26 702      | 58,05       |  |
|                | Béatrice Lejeune               | PS (EÉLV)                            | 14 787       | 30,81        | 19 299      | 41,95       |  |
|                | Sandrine Leroy                 | RBM (FN)                             | 8 320        | 17,34        |             |             |  |
|                | Marie-Laure Darrigade-Bellocq  | FG (PG) (PCF)                        | 2 150        | 4,48         |             |             |  |
|                | Sébastien de Gouy              | MÉI                                  | 431          | 0,90         |             |             |  |
|                | François Laporte               | LO                                   | 386          | 0,80         |             |             |  |
|                | Thomas Joly                    | PDF                                  | 385          | 0,80         |             |             |  |
|                | Myriam Descateaux              | AÉI                                  | 335          | 0,70         |             |             |  |
|                | Jean-Baptiste Cervera          | S&P                                  | 162          | 0,34         |             |             |  |
|                | Nicolas Goury                  | Divers droite (Mouvement anti-radar) | 0            | 0,00         |             |             |  |
|                |                                |                                      |              |              |             |             |  |
| Inscrits       | Inscrits                       | Inscrits                             | 80 777       | 100,00       | 80 790      | 100,00      |  |
| Abstentions    | Abstentions                    | Abstentions                          | 32 030       | 39,65        | 33 435      | 41,39       |  |
| Votants        | Votants                        | Votants                              | 48 747       | 60,35        | 47 355      | 58,61       |  |
| Blancs et nuls | Blancs et nuls                 | Blancs et nuls                       | 753          | 1,54         | 1 354       | 2,86        |  |
| Exprimés       | Exprimés                       | Exprimés                             | 47 994       | 98,46        | 46 001      | 97,14       |  |

#### Deuxième circonscription (Beauvais-Ouest)
| Candidat       | Candidat                           | Parti          | Premier tour | Premier tour | Second tour | Second tour |  |
| Candidat       | Candidat                           | Parti          | Voix         | %            | Voix        | %           |  |
| -------------- | ---------------------------------- | -------------- | ------------ | ------------ | ----------- | ----------- |  |
|                | Jean-François Mancel sortant réélu | UMP            | 16 564       | 33,36        | 19 654      | 38,97       |  |
|                | Sylvie Houssin                     | PS (EÉLV)      | 15 143       | 30,50        | 19 591      | 38,85       |  |
|                | Florence Italiani                  | RBM (FN)       | 11 534       | 23,23        | 11 185      | 22,18       |  |
|                | Pierre Ripart                      | FG (GU) (PCF)  | 2 150        | 5,25         |             |             |  |
|                | Sandrine Makarewicz                | CpF (MoDem)    | 1 217        | 2,45         |             |             |  |
|                | Annie Fouet                        | PDF            | 573          | 1,15         |             |             |  |
|                | Amandine Herbaut                   | MÉI            | 569          | 1,15         |             |             |  |
|                | Guillaume Nolin                    | DLR            | 470          | 0,95         |             |             |  |
|                | Fabienne Dourlat                   | AÉI            | 406          | 0,82         |             |             |  |
|                | Renée Potchtovik                   | LO             | 363          | 0,73         |             |             |  |
|                | Catherine Mery                     | NPA            | 206          | 0,41         |             |             |  |
|                |                                    |                |              |              |             |             |  |
| Inscrits       | Inscrits                           | Inscrits       | 86 065       | 100,00       | 86 048      | 100,00      |  |
| Abstentions    | Abstentions                        | Abstentions    | 35 445       | 41,18        | 34 638      | 40,25       |  |
| Votants        | Votants                            | Votants        | 50 620       | 58,82        | 51 410      | 59,75       |  |
| Blancs et nuls | Blancs et nuls                     | Blancs et nuls | 966          | 1,91         | 980         | 1,91        |  |
| Exprimés       | Exprimés                           | Exprimés       | 49 654       | 98,09        | 50 430      | 98,09       |  |

#### Troisième circonscription (Creil)
| Candidat       | Candidat                      | Parti           | Premier tour | Premier tour | Second tour | Second tour |  |
| Candidat       | Candidat                      | Parti           | Voix         | %            | Voix        | %           |  |
| -------------- | ----------------------------- | --------------- | ------------ | ------------ | ----------- | ----------- |  |
|                | Michel Françaix sortant réélu | PS              | 14 733       | 38,70        | 20 422      | 57,86       |  |
|                | Marie-Christine Salmona       | UMP             | 8 751        | 22,92        | 14 873      | 42,14       |  |
|                | Karim Ouchikh                 | RBM (SIEL) (FN) | 7 213        | 18,89        |             |             |  |
|                | Jean-Pierre Bosino            | FG (PCF)        | 3 776        | 9,89         |             |             |  |
|                | Isabelle Maupin               | EÉLV            | 1 117        | 2,93         |             |             |  |
|                | Éric Pinel                    | PDF             | 668          | 1,75         |             |             |  |
|                | Brahim Belmhand               | CpF (MoDem)     | 587          | 1,54         |             |             |  |
|                | Noureddine Nachite            | PRV             | 504          | 1,32         |             |             |  |
|                | Alain Bock                    | DLR             | 263          | 0,69         |             |             |  |
|                | Roland Szpirko                | LO              | 239          | 0,63         |             |             |  |
|                | Richard Heim                  | AÉI             | 184          | 0,48         |             |             |  |
|                | Alain Lebreton                | POI             | 100          | 0,26         |             |             |  |
|                |                               |                 |              |              |             |             |  |
| Inscrits       | Inscrits                      | Inscrits        | 71 330       | 100,00       | 71 318      | 100,00      |  |
| Abstentions    | Abstentions                   | Abstentions     | 32 544       | 45,62        | 34 694      | 48,65       |  |
| Votants        | Votants                       | Votants         | 38 786       | 54,38        | 36 624      | 51,35       |  |
| Blancs et nuls | Blancs et nuls                | Blancs et nuls  | 611          | 1,58         | 1 329       | 3,63        |  |
| Exprimés       | Exprimés                      | Exprimés        | 38 175       | 98,42        | 35 295      | 96,37       |  |

#### Quatrième circonscription (Senlis)
| Candidat       | Candidat                  | Parti                         | Premier tour | Premier tour | Second tour | Second tour |  |
| Candidat       | Candidat                  | Parti                         | Voix         | %            | Voix        | %           |  |
| -------------- | ------------------------- | ----------------------------- | ------------ | ------------ | ----------- | ----------- |  |
|                | Éric Woerth sortant réélu | UMP                           | 20 518       | 40,17        | 27 069      | 59,23       |  |
|                | Patrick Canon             | EÉLV (PS)                     | 13 913       | 27,24        | 18 636      | 40,77       |  |
|                | Mylène Troszczynski       | RBM (FN)                      | 10 608       | 20,77        |             |             |  |
|                | Séverine Berger           | FG (PCF)                      | 2 593        | 5,08         |             |             |  |
|                | Alexandre Babilotte-Baske | CpF (MoDem)                   | 1 499        | 2,93         |             |             |  |
|                | Philippe Hervieu          | AC                            | 570          | 1,12         |             |             |  |
|                | Jean-Philippe Préau       | CNIP                          | 505          | 0,99         |             |             |  |
|                | Anita Auvray-Froment      | PCD                           | 487          | 0,95         |             |             |  |
|                | Catherine Chemineau       | LO                            | 382          | 0,75         |             |             |  |
|                | Tristan Le Joncour        | Divers (Mouvement anti-radar) | 0            | 0,00         |             |             |  |
|                |                           |                               |              |              |             |             |  |
| Inscrits       | Inscrits                  | Inscrits                      | 90 399       | 100,00       | 90 388      | 100,00      |  |
| Abstentions    | Abstentions               | Abstentions                   | 38 637       | 42,74        | 42 616      | 47,15       |  |
| Votants        | Votants                   | Votants                       | 51 762       | 57,26        | 47 772      | 52,85       |  |
| Blancs et nuls | Blancs et nuls            | Blancs et nuls                | 687          | 1,33         | 2 067       | 4,33        |  |
| Exprimés       | Exprimés                  | Exprimés                      | 51 075       | 98,67        | 45 705      | 95,67       |  |

#### Cinquième circonscription (Compiègne)
| Candidat       | Candidat                      | Parti          | Premier tour | Premier tour | Second tour | Second tour |  |
| Candidat       | Candidat                      | Parti          | Voix         | %            | Voix        | %           |  |
| -------------- | ----------------------------- | -------------- | ------------ | ------------ | ----------- | ----------- |  |
|                | Lucien Degauchy sortant réélu | UMP            | 16 118       | 39,40        | 22 332      | 57,85       |  |
|                | Fabrice Dalongeville          | PRG (PS)       | 9 299        | 22,73        | 16 269      | 42,15       |  |
|                | Jean-Paul Letourneur          | RBM (FN)       | 6 912        | 16,90        |             |             |  |
|                | Bertrand Brassens             | diss. PS       | 4 680        | 11,44        |             |             |  |
|                | Géraldine Minet               | FG (PCF)       | 1 466        | 3,58         |             |             |  |
|                | Anne-Laure Parmentier         | PCD            | 690          | 1,69         |             |             |  |
|                | Ronan Tanguy                  | CpF (MoDem)    | 568          | 1,39         |             |             |  |
|                | Benjamin Belaidi              | Divers gauche  | 368          | 0,90         |             |             |  |
|                | Luc Lebrun                    | MÉI            | 350          | 0,86         |             |             |  |
|                | Luc Wilquin                   | AÉI            | 276          | 0,67         |             |             |  |
|                | Hélène Becherini              | LO             | 183          | 0,45         |             |             |  |
|                |                               |                |              |              |             |             |  |
| Inscrits       | Inscrits                      | Inscrits       | 71 393       | 100,00       | 71 394      | 100,00      |  |
| Abstentions    | Abstentions                   | Abstentions    | 29 992       | 42,01        | 31 688      | 44,38       |  |
| Votants        | Votants                       | Votants        | 41 401       | 57,99        | 39 706      | 55,62       |  |
| Blancs et nuls | Blancs et nuls                | Blancs et nuls | 491          | 1,19         | 1 105       | 2,78        |  |
| Exprimés       | Exprimés                      | Exprimés       | 40 910       | 98,81        | 38 601      | 97,22       |  |

#### Sixième circonscription (Noyon)
| Candidat       | Candidat                       | Parti                    | Premier tour | Premier tour | Second tour | Second tour |  |
| Candidat       | Candidat                       | Parti                    | Voix         | %            | Voix        | %           |  |
| -------------- | ------------------------------ | ------------------------ | ------------ | ------------ | ----------- | ----------- |  |
|                | François-Michel Gonnot sortant | UMP                      | 12 333       | 28,54        | 15 862      | 36,95       |  |
|                | Patrice Carvalho élu           | FG (PCF) (Divers gauche) | 9 999        | 23,14        | 18 332      | 42,71       |  |
|                | Michel Guiniot                 | RBM (FN)                 | 9 578        | 22,16        | 8 731       | 20,34       |  |
|                | Jean-Pierre Cossin             | MRC (PS, EÉLV)           | 8 855        | 20,49        |             |             |  |
|                | François Ménard                | CpF (MoDem)              | 1 071        | 2,48         |             |             |  |
|                | Karine Duteil                  | AÉI                      | 656          | 1,52         |             |             |  |
|                | Jean-Marc Iskin                | LO                       | 387          | 0,90         |             |             |  |
|                | Katell Mautin                  | PDF                      | 334          | 0,77         |             |             |  |
|                |                                |                          |              |              |             |             |  |
| Inscrits       | Inscrits                       | Inscrits                 | 74 667       | 100,00       | 74 661      | 100,00      |  |
| Abstentions    | Abstentions                    | Abstentions              | 30 704       | 41,12        | 30 674      | 41,08       |  |
| Votants        | Votants                        | Votants                  | 43 963       | 58,88        | 43 987      | 58,92       |  |
| Blancs et nuls | Blancs et nuls                 | Blancs et nuls           | 750          | 1,71         | 1 062       | 2,41        |  |
| Exprimés       | Exprimés                       | Exprimés                 | 43 213       | 98,29        | 42 925      | 97,59       |  |

#### Septième circonscription (Clermont)
| Candidat       | Candidat                       | Parti          | Premier tour | Premier tour | Second tour | Second tour |  |
| Candidat       | Candidat                       | Parti          | Voix         | %            | Voix        | %           |  |
| -------------- | ------------------------------ | -------------- | ------------ | ------------ | ----------- | ----------- |  |
|                | Édouard Courtial sortant réélu | UMP            | 15 931       | 36,49        | 22 351      | 53,87       |  |
|                | Claude Gewerc                  | PS (EÉLV)      | 14 188       | 32,49        | 19 141      | 46,13       |  |
|                | André Fouchard                 | RBM (FN)       | 8 081        | 18,51        |             |             |  |
|                | Loïc Pen                       | FG (PCF)       | 3 146        | 7,21         |             |             |  |
|                | Luc Soisson                    | CpF (MoDem)    | 558          | 1,28         |             |             |  |
|                | Patricia Dore                  | AÉI            | 554          | 1,27         |             |             |  |
|                | Djamal Benkherouf              | Divers gauche  | 496          | 1,14         |             |             |  |
|                | Éliane Marco-Gimenez           | PDF            | 310          | 0,71         |             |             |  |
|                | Sébastien Ollier               | LO             | 254          | 0,58         |             |             |  |
|                | Yann Cezard                    | NPA            | 146          | 0,33         |             |             |  |
|                |                                |                |              |              |             |             |  |
| Inscrits       | Inscrits                       | Inscrits       | 75 112       | 100,00       | 75 109      | 100,00      |  |
| Abstentions    | Abstentions                    | Abstentions    | 30 927       | 41,17        | 32 311      | 43,02       |  |
| Votants        | Votants                        | Votants        | 44 185       | 58,83        | 42 798      | 56,98       |  |
| Blancs et nuls | Blancs et nuls                 | Blancs et nuls | 521          | 1,18         | 1 306       | 3,05        |  |
| Exprimés       | Exprimés                       | Exprimés       | 43 664       | 98,82        | 41 492      | 96,95       |  |